# Vkládaný assembler
Vkládaný assembler (také se používá anglické inline assembler) je v programování označení pro kód v jazyce symbolických instrukcí (asembleru) vložený mezi příkazy vyššího programovacího jazyka (např. C).
Nevýhodou vložení assembleru je obvykle ztráta nezávislosti kódu na platformě. Vkládání assembleru se provádí nejčastěji z jednoho z následujících důvodů.
- Optimalizace, například využití instrukcí SIMD.
- Přístup k instrukcím CPU (V/V porty, systémové volání), které překladač vyššího programovacího jazyka neumožňuje volat.

Následuje ukázka inline assembleru platformy x86 pro překladač GCC.
```
extern
 
int
 
errno
;

 

int
 
funcname
(
int
 
arg1
,
 
int
 
*
arg2
,
 
int
 
arg3
)

{

  
int
 
res
;

  
__asm__
 
volatile
(

    
"int $0x80"
        
/* provedeme požadavek na operační systém */

    
:
 
"=a"
 
(
res
)
       
/* jeho výsledek bude vrácen v registru eax ("a") */

      
"+b"
 
(
arg1
),
     
/* parametr arg1 předáme v registru ebx ("b") */

      
"+c"
 
(
arg2
),
     
/* parametr arg2 předáme v registru ecx ("c") */

      
"+d"
 
(
arg3
)
      
/* parametr arg3 předáme v registru edx ("d") */

    
:
 
"a"
  
(
128
)
       
/* číslo volané služby předáme v registru eax ("a") */

    
:
 
"memory"
,
 
"cc"
);
 
/* informujeme překladač, co vše mohl náš kód změnit */

 

  
/* Operační systém vrací při chybě zápornou hodnotu;

   * my nastavíme globální proměnnou errno podle vrácené hodnoty a vrátíme -1 */

  
if
 
(
-125
 
<=
 
res
 
&&
 
res
 
<
 
0
)
 
{

    
errno
 
=
 
-
res
;

    
res
   
=
 
-1
;

  
}
  

  
return
 
res
;

}

```